# Ginásio do Instituto de Tecnologia de Pequim

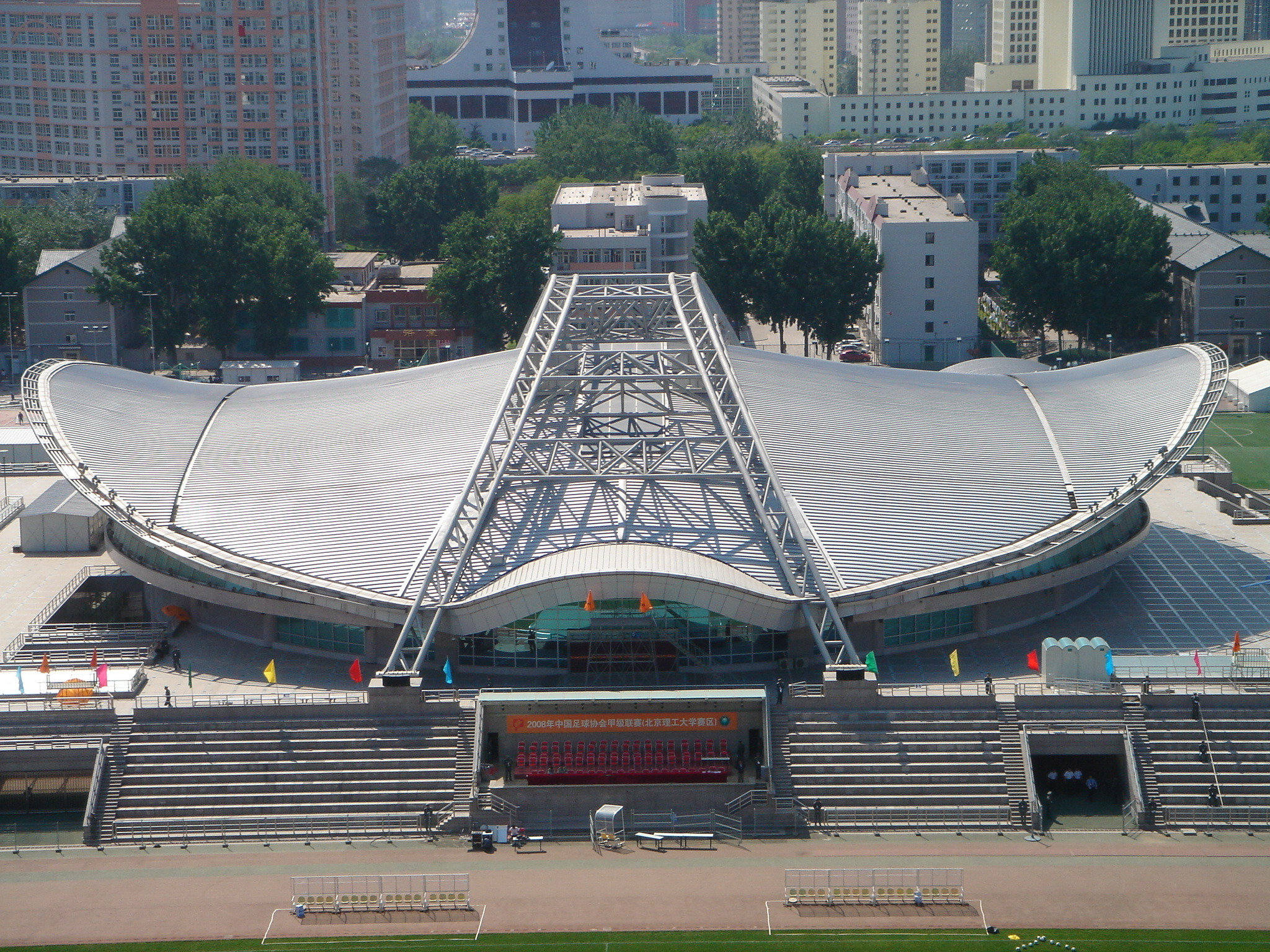
Ginásio do Instituto de Tecnologia de Pequim.

O Ginásio do Instituto de Tecnologia de Pequim é uma arena indoor com capacidade para 5.000 pessoas, localizada no campus do Instituto de Tecnologia de Pequim. Nos Jogos Olímpicos de Verão de 2008, sediou as competições de voleibol.